# Mola de Son Pacs
La Mola de Son Pacs és una muntanya de Mallorca, que té una altura de 713 m. Pertany al municipi de Valldemossa. Una part d'aquest massís és una àrea protegida ZEPA.

## Principals accessos
- Des de la carretera que va de Palma a Valldemossa, (Ma-1110)